# Взрыв (памятник)
«Взрыв» — памятник в честь подвига 11 героев-сапёров 8-й гвардейской стрелковой дивизии генерала И. В. Панфилова. Торжественное открытие памятника состоялось 31 октября 1981 года, к сорокалетию битвы за Москву. Мемориал установлен на 114-м километре Волоколамского шоссе в Волоколамском городском округе Московской области России. Архитектор — А. А. Веселовский.

## Описание
Памятник представляет собой архитектурную композицию: в центре мемориальной площади установлена гранитная тумба с выгравированными датами «1941—1945» и памятной табличкой. В торжественные дни здесь зажигался Вечный огонь, техническая возможность этого сохранена. Линия бетонных окопов, ходов сообщения и стрелковых ячеек, проходящая по периметру площади, символизирует оборонительную позицию сапёров. Напротив каждой из ячеек стоит памятная гранитная тумба с фамилиями героев. Доминантой композиции является «взрыв», лучи которого подняли на дыбы германскую САУ StuG. Правым бортом машина зарылась в землю, с левого борта «взрыв» разорвал гусеницу и оторвал опорные катки.

## Исторические события
В октябре — ноябре 1941 года в противостоянии частям группы немецко-фашистских армий «Центр», наступавшим на Москву, главной задачей 316-й стрелковой дивизии под командованием генерала Панфилова было не пропустить врага на волоколамском направлении, которое оказалось главным на подступах к Москве. Только с 20-го по 27 октября дивизией было подбито и сожжено 80 танков, уничтожено более девяти тысяч солдат и офицеров врага. Но под ударами превосходящих сил врага, не имея подготовленной обороны, дивизия была вынуждена отступать. На своём направлении её отход прикрывал 1077-й полк. Выполнив задачу сдержать противника и дать дивизии возможность оторваться, 12 ноября 1941 года, когда удерживать занятые позиции далее стало невозможно, полк отошел, согласно приказу, на рубеж Малеевка — Строково — Голубцово, оставив три группы прикрытия.
Защита центрального, наиболее ответственного участка была поручена взводу сапёров под командованием младшего лейтенанта Петра Фирстова. С ним был младший политрук Алексей Павлов и помощник командира взвода Алексей Зубков. Кроме них, в группе находились восемь сапёров: Павел Синеговский, Глеб Ульченко (был тяжело ранен, его спасли местные жители. Погиб в 1943 году), Василий Семенов, Прокофий Калюжный, Ерофей Довжук, Василий Манюшин, Петр Гениевский и сержант Даниил Матеркин.
18 ноября 1941 года около 10 часов утра войска противника начали прорыв в направлении позиции обороны группы Фирстова. На протяжении пяти часов сапёрам удавалось сдерживать врага, несмотря на его численное превосходство и поддержку танков. «Герои-сапёры все до одного пали в этом бою, но на пять часов задержали продвижение врага! Ровно на столько, сколько потребовалось 1077-му стрелковому полку на отход и закрепление на новом рубеже», — писал позже в своих мемуарах начальник артиллерии 316-й дивизии В. И. Марков.
Военный совет Западного фронта представил героев-сапёров к награде — орденами Ленина посмертно. Это единственный случай в Великую Отечественную войну, когда целый взвод сапёров был награждён высокой правительственной наградой.

## История памятника
Памятник был воздвигнут инженерными войсками в 1981 году на 114-м километре Волоколамского шоссе. При его создании для достоверности долго искали настоящий вражеский танк. Благодаря жителям Волоколамского, Шаховского, Лотошинского и Истринского районов Подмосковья, военным и группе Веселовского удалось установить, что вблизи деревни Подмарьково, на границе Московской и Калининской областей в болоте лежат два немецких танка. Специальная команда вытащила машину со дна болота, боекомплект, находившийся в ней, извлекли и обезвредили. Танк оказался немецкой самоходно-артиллерийской установкой StuG III. Она и была по замыслу архитектора «остановлена» разрывом мины у рубежа обороны сапёров. Памятник был торжественно открыт 31 октября 1981 года в ознаменование 40-й годовщины битвы за Москву.

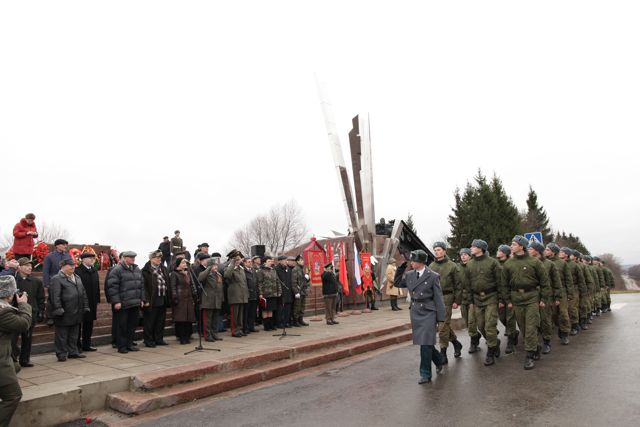
Торжественный митинг у монумента в честь 70-летия подвига героев-саперов Панфиловской дивизии

В 2011 году, накануне 70-летней годовщины Московской битвы, над монументом были начаты реставрационные работы. К этому времени памятник, оставленный без присмотра, из-за многочисленных актов вандализма и отсутствия ремонта пришёл в удручающее состояние. За его восстановление, в рамках благотворительной инициативы, по соглашению с администрацией города Волоколамска, в ведении которой находился мемориал, взялась компания «Лейбштандарт».
Проект, согласно договору, предусматривал комплекс мероприятий: замену разграбленных плит, обустройство площадки, реставрацию StuG III. Самоходку для работы по приведению её к исторически достоверному виду сняли с постамента и перевезли в мастерскую компании. Данный факт послужил основанием для прокурорской проверки и возбуждения уголовного дела по статье 243/1 УК РФ «Уничтожение или повреждение памятников истории и культуры». История вызвала волну интереса к памятнику в СМИ, у местной общественности и в кругах реконструкторов, моделистов и любителей истории. Тем временем, 29 июля 2011 года в рамках празднования 70-летия битвы за Москву обновленный памятник был торжественно открыт в присутствии приглашённых ветеранов, городской и районной администрации. Совет ветеранов инженерных войск России прислал официальную благодарность реставраторам. Тем же, в ходе следствия вменяли в вину вандализм, повреждение памятников и незаконное предпринимательство. Расследование длилось более двух лет, в результате главным фигурантом в деле стал возглавлявший «Лейбштандарт» Дмитрий Бушмаков, обвиняемый по статье 164, ч. 2, п. «в» УК РФ «хищение предметов или документов, имеющих особую историческую ценность по предварительному сговору». Однако в апреле 2014 года Волоколамский городской суд Московской области полностью оправдал Д. Бушмакова. Решение суда было оставлено в силе и в ответ на апелляцию прокуратуры. Директору «Лейбштандарта» были принесены официальные извинения за незаконное уголовное преследование.

## Галерея
| Общий вид и элементы архитектурной композиции памятника 11 героям-сапёрам «Взрыв» |